# Axel Schäfer

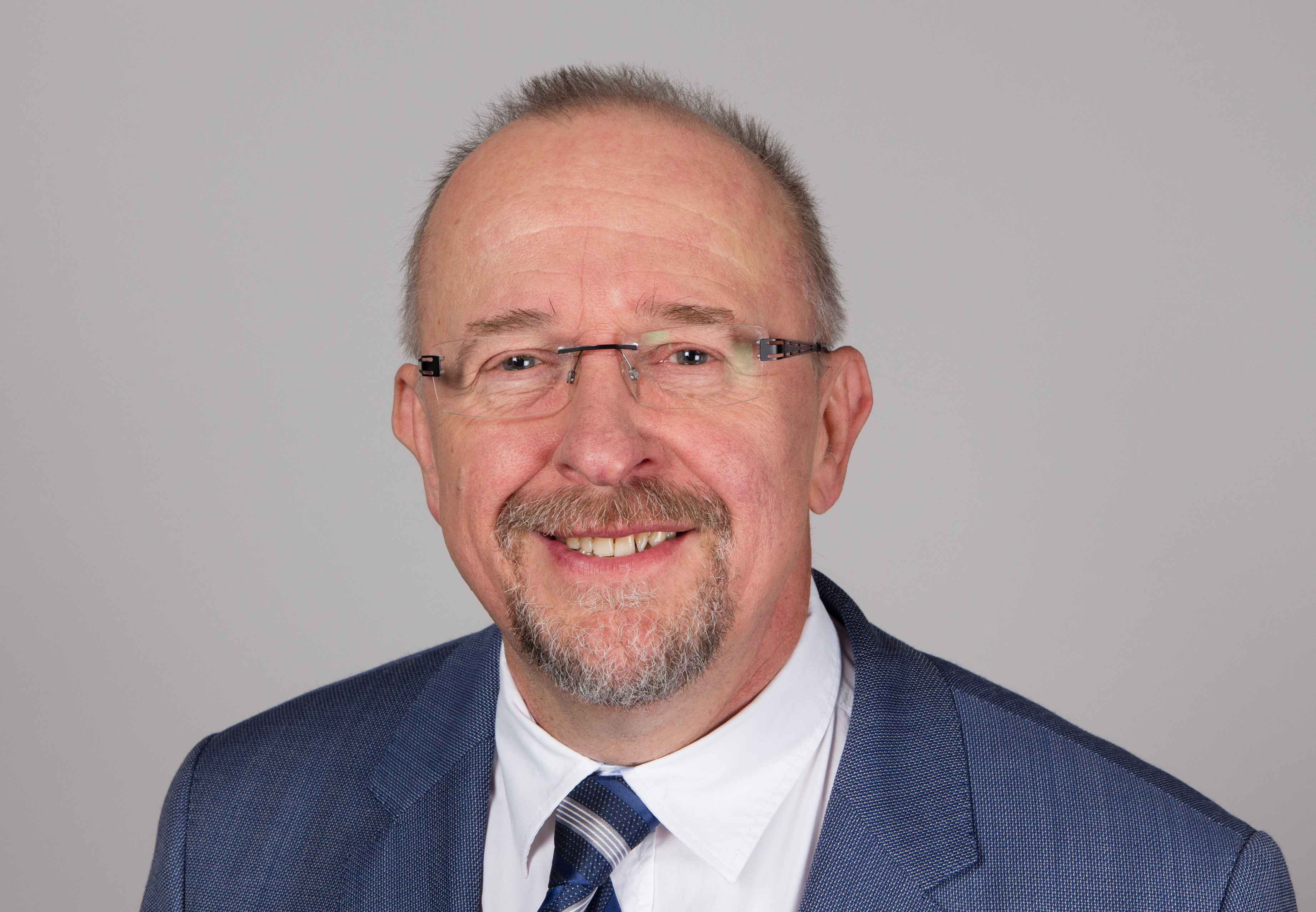
Axel Schäfer (2014)

Axel Schäfer (* 3. August 1952 in Frankfurt am Main) ist ein deutscher Politiker (SPD). Er gehörte von 2002 bis 2025 dem Deutschen Bundestag an.
Von 28. September 2010 bis 7. Dezember 2017 war Axel Schäfer einer der stellvertretenden Vorsitzenden der SPD-Bundestagsfraktion (siehe Liste Stellvertretende Fraktionsvorsitzende), zuletzt zuständig für die Bereiche Angelegenheiten der Europäischen Union sowie Wirtschaftliche Zusammenarbeit und Entwicklung. Den Vorsitz der Landesgruppe Nordrhein-Westfalen der SPD-Bundestagsfraktion hatte er vom 17. März 2009 bis zum 23. September 2015 inne.

## Leben

### Ausbildung und Beruf
Schäfer verließ 1968 das Gymnasium mit FOS-Reife und trat in den Öffentlichen Dienst ein. Zunächst absolvierte er bis 1970 ein zweijähriges Verwaltungspraktikum bei der Stadt Frankfurt am Main. 1972 wechselte er nach Bochum, absolvierte beim Studieninstitut für kommunale Verwaltung (Fachhochschule) und arbeitete in verschiedenen Ämtern, zuletzt als Referent im Kulturdezernat. 1983 übernahm er die Leitung des Büros für die Europawahl 1984 beim SPD-Parteivorstand bei Willy Brandt. Anschließend führte er bis 1994 das Europabüro im SPD-Bezirk Westliches Westfalen.

### Partei
Schäfer trat 1969 in die SPD ein. Von 2000 bis 2010 war er im Vorstand der SPD-Region Westliches Westfalen, ab 2010 in Landesvorstand der SPD NRW und ab 2001 war er Mitglied des Parteirats.

### Abgeordneter
Von 1994 bis 1999 gehörte Schäfer als Abgeordneter dem Europäischen Parlament an. Dort war er Sprecher der SPE-Fraktion im Institutionellen Ausschuss und Sportbeauftragter der SPD-Gruppe.
Seit 2002 ist er Mitglied des Deutschen Bundestages. Hier war er von 2002 bis 2005 Vorsitzender des Unterausschusses Europarecht des Rechtsausschusses des Deutschen Bundestages und 2004 bis 2005 stellvertretender Sprecher der Arbeitsgruppe „Sport“ der SPD-Bundestagsfraktion.
Von 2005 bis 2010 war er Sprecher der Fraktionsarbeitsgruppe „Angelegenheiten der Europäischen Union“, seit 2010 ist er stellvertretender Fraktionsvorsitzender, zunächst für die Bereiche Europa und Petitionen, danach im 18. Bundestag für die Bereiche Europa sowie Entwicklungszusammenarbeit. Außerdem ist er aktiv im Sportausschuss.
Schäfer ist stets als direkt gewählter Abgeordneter des Wahlkreises Bochum I in den Bundestag eingezogen. Bei der Bundestagswahl 2013 erreichte er hier 44,2 % der Erststimmen (2009: 43 %). Bei der Bundestagswahl 2017 erreichte Schäfer 37,2 % der Erststimmen, 2021 38,3 %.
Im 19. Deutschen Bundestag war Schäfer ordentliches Mitglied im Ausschuss für die Angelegenheiten der Europäischen Union, sowie stellvertretendes Mitglied im Sportausschuss und dem parlamentarischen Beirat für nachhaltige Entwicklung.
Er ist auch Mitglied der Europa-Union Parlamentariergruppe Deutscher Bundestag. Schäfer ist Mitglied der Parlamentarischen Linken.
Bei der Bundestagswahl 2025 trat er nicht erneut an.

### Weitere Positionen und Engagements
Axel Schäfer war von 1999 bis 2001 Akademieleiter einer Europäischen Heimvolkshochschule in Thüringen und von 2001 bis 2003 Generalsekretär der Europäischen Bewegung Deutschland e. V. Heute ist er einer von drei Vizepräsidenten des zivilgesellschaftlichen Netzwerks.

## Privates
Schäfer ist verheiratet mit Gaby Schäfer, 1. Bürgermeisterin und Ratsmitglied in Bochum. Die beiden haben einen erwachsenen Sohn und zwei Enkelkinder.